# Trimitiella indica
Trimitiella indica är en svampart som beskrevs av Dhingra 2008. Trimitiella indica ingår i släktet Trimitiella, klassen Agaricomycetes, divisionen basidiesvampar och riket svampar.   Inga underarter finns listade i Catalogue of Life.